# العلاقات الإسواتينية الليتوانية
العلاقات الإسواتينية الليتوانية هي العلاقات الثنائية التي تجمع بين إسواتيني وليتوانيا.

## مقارنة بين البلدين
هذه مقارنة عامة ومرجعية للدولتين:
| وجه المقارنة                                              | إسواتيني                                   | ليتوانيا                                                    |
| --------------------------------------------------------- | ------------------------------------------ | ----------------------------------------------------------- |
| المساحة (كم2)                                             | 17.36 ألف                                  | 65.30 ألف                                                   |
| عدد السكان (نسمة)                                         | 1.37 مليون                                 | 2.79 مليون                                                  |
| الكثافة السكانية (ن./كم²)                                 | 78.92                                      | 42.73                                                       |
| العاصمة                                                   | لوبامبا، مبابان                            | فيلنيوس، كاوناس                                             |
| اللغة الرسمية                                             | لغة إنجليزية، لغة سوازي                    | اللغة الليتوانية                                            |
| العملة                                                    | ليلانغيني سوازيلندي                        | ليتاس ليتواني، يورو                                         |
| الناتج المحلي الإجمالي (بليون دولار)                      | 4.41 مليار                                 | 47.17 مليار                                                 |
| الناتج المحلي الإجمالي (تعادل القوة الشرائية) بليون دولار | 11.13 مليار                                | 84.06 مليار                                                 |
| الناتج المحلي الإجمالي الاسمي للفرد دولار أمريكي          | 3.20 ألف                                   | 14.15 ألف                                                   |
| الناتج المحلي الإجمالي للفرد دولار أمريكي                 | 8.29 ألف                                   | 27.69 ألف                                                   |
| مؤشر التنمية البشرية                                      | 0.531                                      | 0.839                                                       |
| رمز المكالمات الدولي                                      | +268                                       | +370                                                        |
| رمز الإنترنت                                              | .sz                                        | .lt                                                         |
| المنطقة الزمنية                                           | التوقيت القياسي لجنوب أفريقيا، ت ع م+02:00 | ت ع م+02:00، ت ع م+03:00، أوروبا/فيلنيوس ‏، توقيت شرق أوروبا |

## منظمات دولية مشتركة
يشترك البلدان في عضوية مجموعة من المنظمات الدولية، منها:
| علم المنظمة | اسم المنظمة                               | تاريخ انضمام إسواتيني | تاريخ انضمام ليتوانيا |
| ----------- | ----------------------------------------- | --------------------- | --------------------- |
|             | مؤسسة التنمية الدولية                     | 22 سبتمبر 1969        | 23 سبتمبر 2011        |
|             | يونسكو                                    | 25 يناير 1978         | 7 أكتوبر 1991         |
|             | وكالة ضمان الاستثمار متعدد الأطراف        | 18 أبريل 1990         | 8 يونيو 1993          |
|             | الأمم المتحدة                             | 24 سبتمبر 1968        | 17 سبتمبر 1991        |
|             | الاتحاد البريدي العالمي                   | ?                     | ?                     |
|             | البنك الدولي للإنشاء والتعمير             | 22 سبتمبر 1969        | 6 يوليو 1992          |
|             | الاتحاد الدولي للاتصالات                  | 11 نوفمبر 1970        | 1 يوليو 1923          |
|             | منظمة حظر الأسلحة الكيميائية              | ?                     | ?                     |
|             | مؤسسة التمويل الدولية                     | 22 سبتمبر 1969        | 15 يناير 1993         |
|             | المركز الدولي لتسوية المنازعات الاستشارية | 14 يوليو 1971         | 5 أغسطس 1992          |
|             | منظمة التجارة العالمية                    | ?                     | ?                     |
|             | منظمة الشرطة الجنائية الدولية             | ?                     | ?                     |

## وصلات خارجية
- موقع وزارة الخارجية الليتوانية